# Шиндерганнес

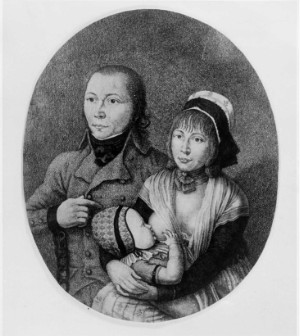
Бюклер та його сім'я

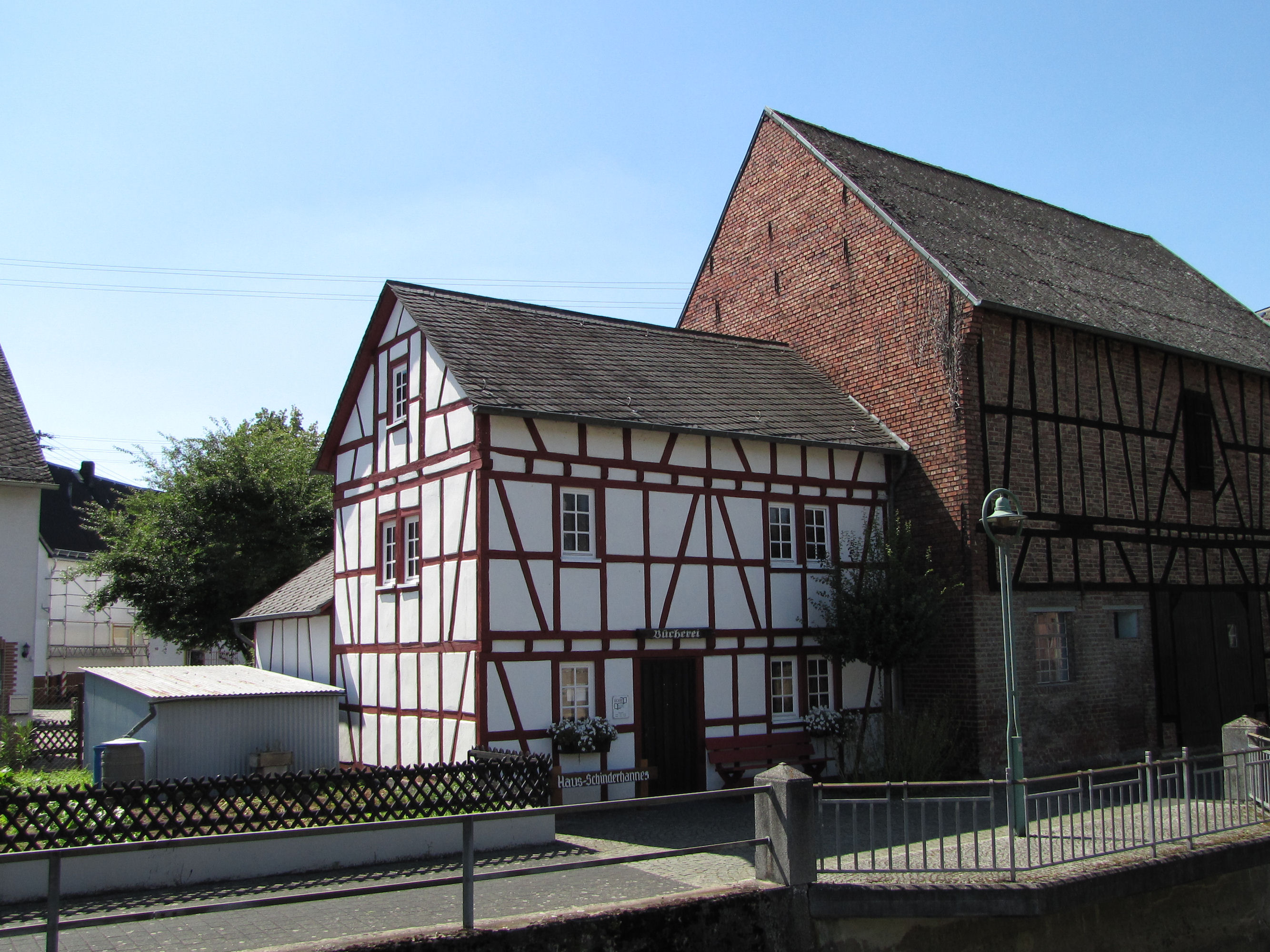
Будинок Шиндерганнеса у Мілені

Шиндерганнес, власне Йоганнес Бюклер (нім. Johannes Bückler, Schinderhannes, фр. Jean Buckler, нар. 1783, Мілен — пом. 21 листопада 1803, Майнц) — німецький злочинець. Його прізвисько означає Ганс-живодер.

## Біографія

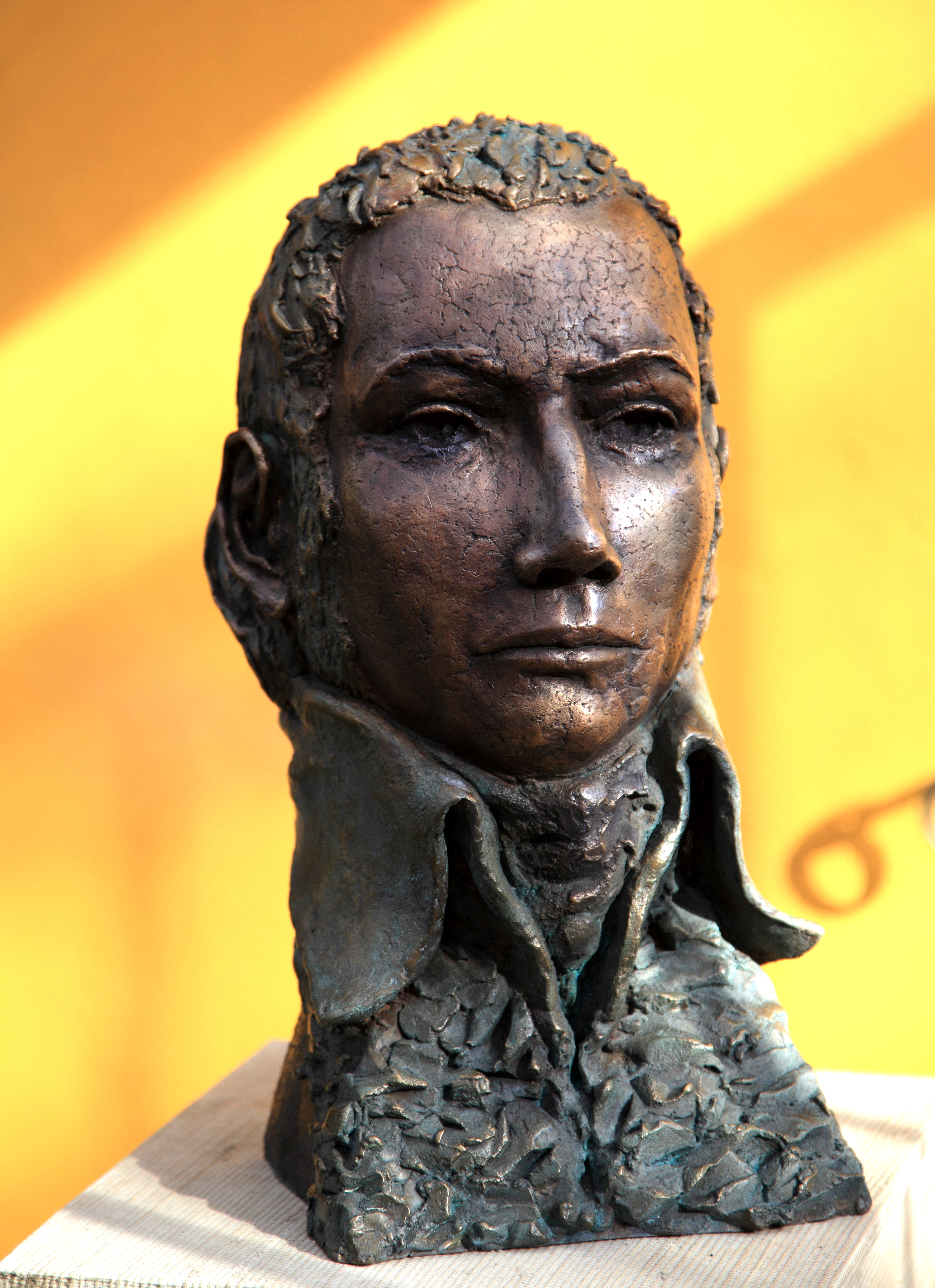
Ютта Райс. Погруддя Шиндерганнеса, 2011

Був помічником чинбаря, у 16 років уперше спійманий на крадіжці, зумів уникнути покарання. Згодом з бандою спільників займався по обидва боки Рейну, який розділяв у той час Священну Римську імперію німецької нації та Францію, крадіжкою та здирством, особливо утискуючи євреїв. Здобував славу місцевого Робін Гуда. Намагаючись уникнути переслідування поліцією, вступив до австрійської армії, але його впізнали і видали поліції. Перебував у майнській Дерев'яній вежі. Під загрозою заарештувати його коханку Юліану Блазіус (або Блезіус, 1781—1851) видав 19 спільників (з шістдесяти семи). Вони були засуджені на смерть, він сам також був страчений — його гільйотинували біля міських воріт Майнца, при страті були присутні 40 тисяч людей. Юліана Блазіус була засуджена до двох років в'язниці.

## Образ у мистецтві
Вже наступного року після страти злочинця з'явилася анонімна книга про нього «Життя, діяння і кінець горезвісного Йоганнеса Бюклера на прізвисько Шиндерганнес». 1833 року був опублікований роман шотландського письменника Ліча Річі «Шиндерганнес, райнський розбійник» (багаторазово перевидався). В 1852 році повість про нього «Шиндерганнес, або Вогезькі розбійники» написали два французькі письменники, які виступали під псевдонімом Еркман-Шатріан. Вірш Аполлінера «Шиндерганнес» увійшов до його циклу «Райнські вірші» (збірка «Алкоголі», 1913), німецькою мовою його переклав згодом Пауль Целан. У 1927 році п'єсу про розбійника опублікував Карл Цукмаєр, у 1928 році вона була екранізована Куртісом Бернгардтом; 1958 року за нею було знято фільм Гельмута Койтнера, у головних ролях — Курд Юргенс та Марія Шелл. Мюзикл на основі п'єси Цукмаєра (композитор — Карстен Браун) був поставлений у 2012 році ( Архівовано серпень 14, 2012 на сайті Wayback Machine.). Кілька разів перевидався роман Герда Фукса «Шиндерганнес» (1986), про розбійника написано ще декілька романів.
Будинок Шиндерганнеса в Мілені досі відвідують туристи. Як не парадоксально, багато готелів та пансіони в Гунсрюку носять ім'я Шиндерганнеса.